# Cesiomaggiore
Cesiomaggiore é uma comuna italiana da região do Vêneto, província de Belluno, com cerca de 4.076 habitantes. Estende-se por uma área de 82 km², tendo uma densidade populacional de 50 hab/km². Faz fronteira com Feltre, Gosaldo, Lentiai, Mezzano (TN), Sagron Mis (TN), San Gregorio nelle Alpi, Santa Giustina, Sospirolo, Transacqua (TN).

## Demografia
| Variação demográfica do município entre 1861 e 2011                               |
|                                                                                   |
| Fonte: Istituto Nazionale di Statistica (ISTAT) - Elaboração gráfica da Wikipedia |

## Cidades-irmãs
- Aratiba, Brasil
- Santa Felicidade, bairro de Curitiba, Paraná